# Лазерная графика

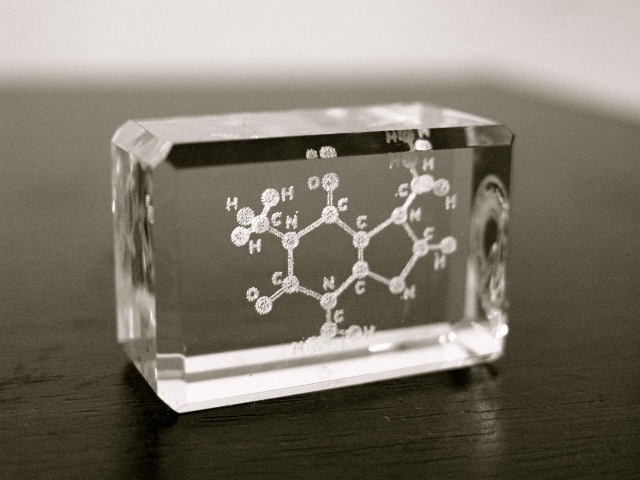
Пример лазерного рисунка

Лазерная графика (также англ. Sub Surface Laser Engraving, SSLE) — вид лазерной гравировки, рисование лучом лазера на поверхности или внутри объема стекла (кристалла). Основное распространение лазерная графика имеет в сувенирном бизнесе.

## Технология
Можно отметить два способа создания трёхмерного рисунка в объёме прозрачного тела: выжигание лучом лазера объёмного изображения по авторскому рисунку художника или создание копии фотографического изображения. Последнее стало именоваться лазерной фотографией.
Существенным элементом процесса создания объёмного изображения является собственно создание авторского рисунка, который выполняется средствами современной компьютерной графики. Художник рисует трёхмерную картинку с помощью компьютерной графической программы, а затем лазерное излучение, работой которого управляет тот же компьютер, переносит эту картинку в реальное трёхмерное изделие из стекла.
Лазерное излучение может иметь очень высокую плотность энергии. С использованием фокусирующей оптики и/или явления самофокусировки излучения можно достичь локальной плотности энергии, достаточной для локального разрушения вещества. Это разрушение проявляется в виде пузырька (в стекле) или разрыва, сопровождающегося потерей прозрачности (в пластмассах). В зависимости от способа фокусировки может создаваться либо точечный дефект, либо цепочка дефектов, образующая линию длиной до нескольких миллиметров. 
Материал для гравировки должен обладать высокой оптической чистотой и качеством поверхности во избежание образования дефектов гравировки (отражение, отклонение лазерного пучка или выделение энергии в нерасчётной точке).

## История
Первые опыты по созданию дефектов в объёме стекла были проведены в СССР в конце 60-х — начале 70-х годов. Однако оборудование было маломощным и дорогим, скорость создания дефектов низкой. Поэтому до 90-х годов объёмная гравировка не имела практического значения.